# Cocconotus
Cocconotus is een geslacht van rechtvleugeligen uit de familie sabelsprinkhanen (Tettigoniidae). De wetenschappelijke naam van dit geslacht is voor het eerst geldig gepubliceerd in 1873 door Stål.

## Soorten
Het geslacht Cocconotus omvat de volgende soorten:
- Cocconotus bellicosus Rehn, 1903
- Cocconotus personatus Pictet, 1888